# Marie Goldschmidt

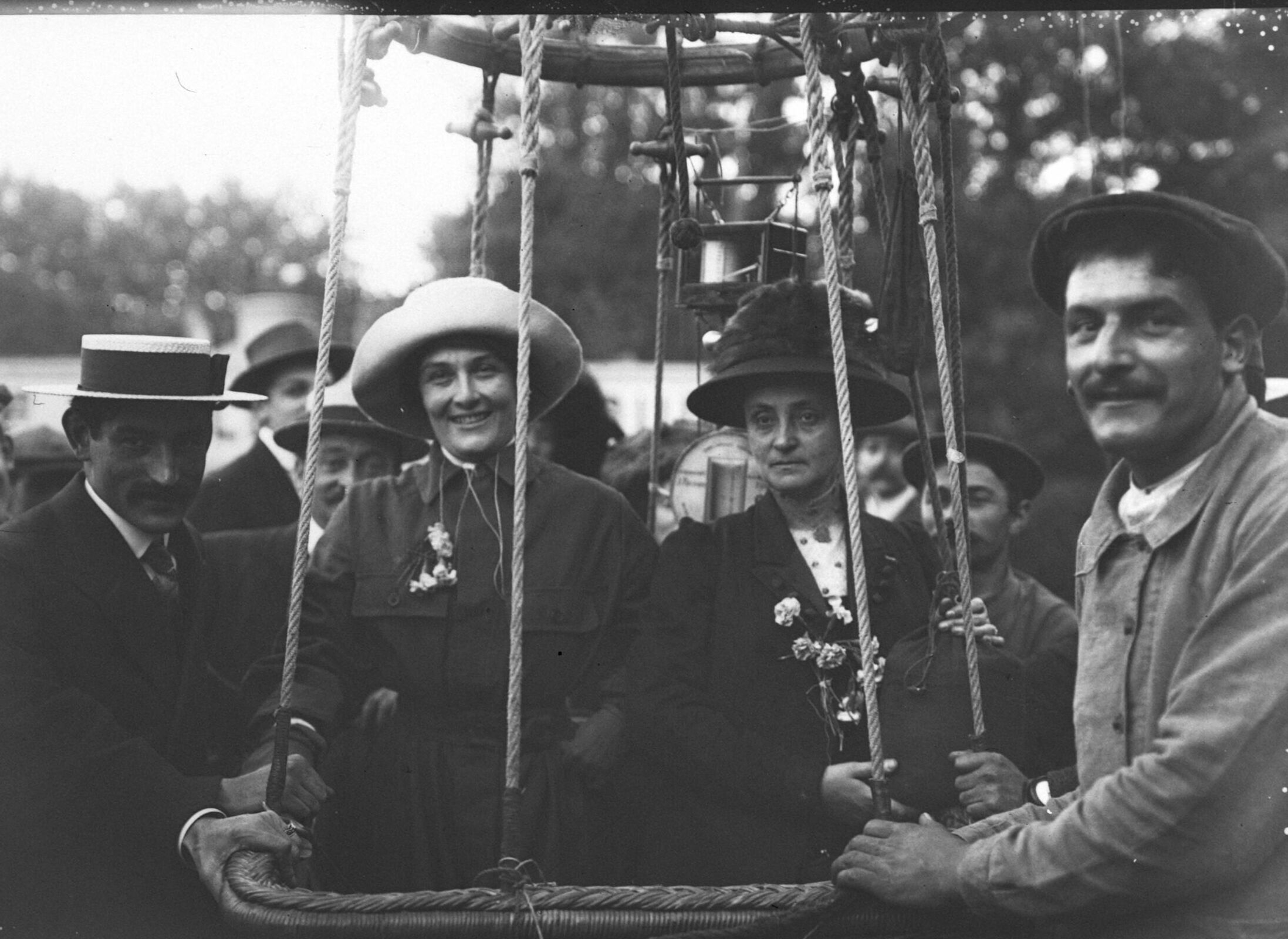
Marie Goldschmidt (l.) mit Marie Surcouf (1911)

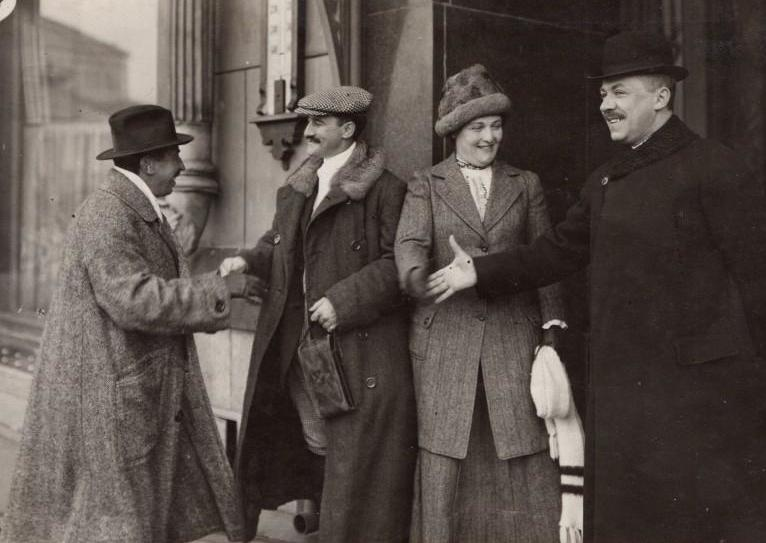
Empfang in Moskau nach der Rekordfahrt (1913)

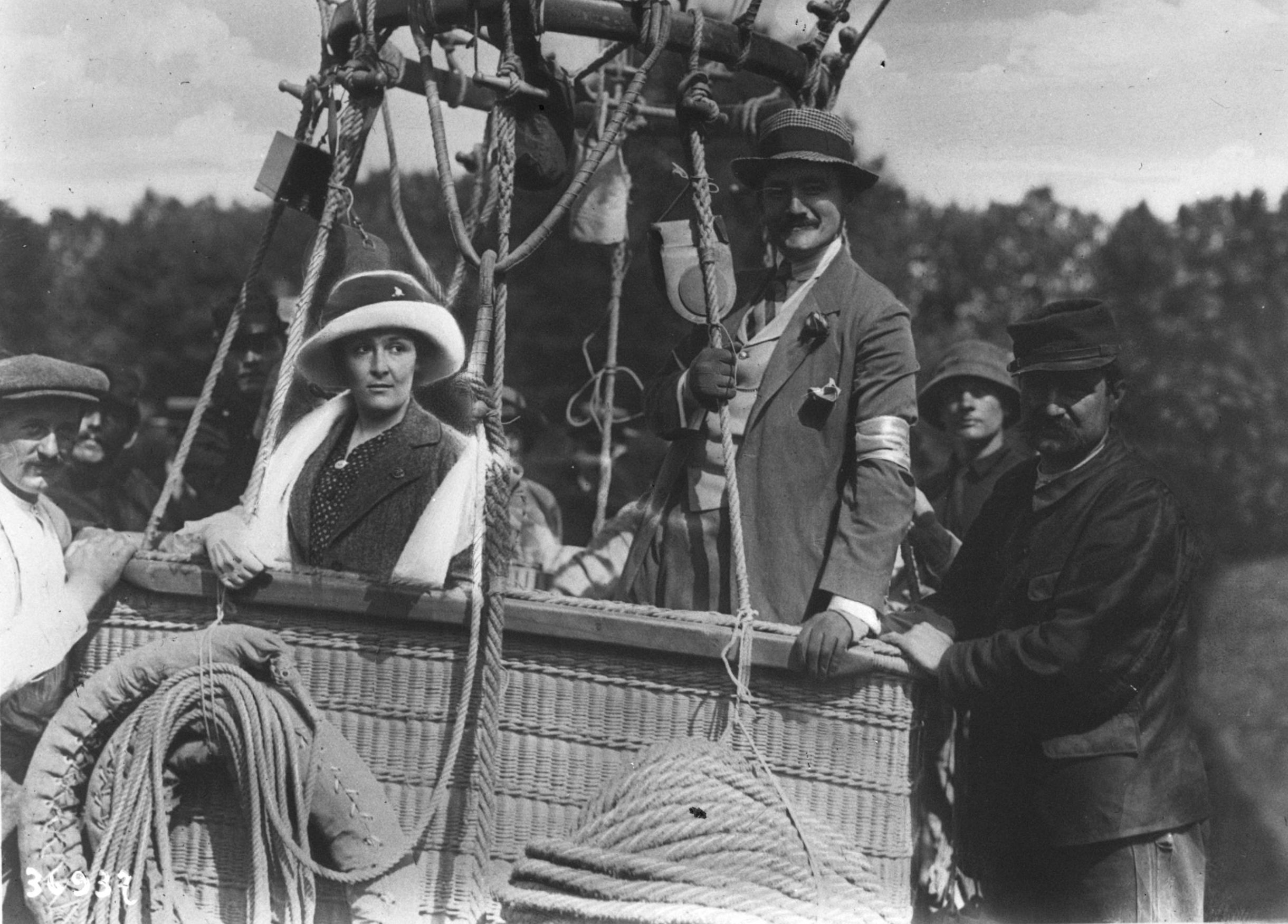
Marie Goldschmidt und René Rumpelmayer an Bord von Stella VI (1914)

Marie Eugénie Goldschmidt alias Mme (Gustave) Goldschmidt, geboren als Marie Eugénia Kann (geboren 4. August 1880 in Paris; gestorben 15. Februar 1917 ebenda) war eine französische Ballonfahrerin, die 1913 gemeinsam mit René Rumpelmayer einen Distanzweltrekord über 2400 Kilometer aufstellte.

## Biographie
Marie Kann war eine Tochter des gebürtigen Frankfurters Maximilien Édouard Hirsch Kann (1842–1901), der als Bankier in Paris tätig war, und von dessen zweiter Frau Saraline Koenigswarter (1849–1919). Sie war verheiratet mit Gustave Goldschmidt, weshalb sie in Berichten oftmals Madame (Gustave) Goldschmidt genannt wurde. Die Eheleute hatten vier Kinder, einen Sohn, Antoine Gustave (1905–1963), und drei Töchter, Cécile (1901–1987), Jeanne (1899–1980) und Suzanne (1899–1997).
Madame Goldschmidt wurde als Ballonfahrerin bekannt: 1911 fuhr sie mit Marie Surcouf, der Präsidentin des französischen Ballonfahrerinnen-Clubs La Stella, und mit Beatrix de Rijk, einer indonesisch-niederländischen Ballonpilotin, und unternahm in der folgenden Zeit zahlreiche Ballonfahrten, als Pilotin oder als Assistentin. Ihre Ausbildung als Luftschifferin erhielt sie bei Henry Kapférer. Im Dezember 1912 errang Marie Goldschmidt gemeinsam mit René Rumpelmayer (1870–1915), einem Sohn des österreichischen Café-Inhabers Anton Rumpelmayer, einen Preis für die 1200 Kilometer lange Fahrt von Paris zum Waagtal mit dem Ballon Nice-la Belle. 
1913 begleitete Marie Goldschmidt Rumpelmayer bei einer weiteren Rekordfahrt: Sie starteten am 19. März um 23.15 Uhr mit dem Ballon Stella mit 2200 Kubikmetern Wasserstoff Inhalt in Lamotte-Breuil, nahe Compiègne, wo sich die Luftschiffhalle von Adolphe Clément befand. Wie Rumpelmayer später in der Zeitschrift La Vie au Grand Air berichtete, sei der Start aufgrund von Wetterberichten recht spontan erfolgt: Goldschmidt habe sich in Biarritz aufgehalten und sei auf seine Nachricht hin in den nächsten Zug nach Paris „gesprungen“. In der Nähe von Krakau sei der Ballon beschossen worden, aber Mme. Goldschmidt habe sich „wacker“ gehalten. Sie legten 2400 Kilometer zurück und landeten am 21. März nach 41 Stunden in Wowtschansk in der heutigen Ukraine. Die Zeitung Sport im Bild vermeldete im März des Jahres, es habe sich „eine Dame“ in Rumpelmayers Gesellschaft befunden, ohne jedoch ihren Namen zu nennen; die Allgemeine Sport-Zeitung gibt ihren Namen als „Mme. R. Goldschmidt“ an. Rumpelmayer berichtete später über die Ballonfahrt „in der reizenden Gesellschaft einer unserer couragiertesten Sportdamen, Madame M. T. Goldschmidt“, die die Verhandlungen mit den russischen Amtsträgern vor Ort übernommen habe: „Wie doch die Anwesenheit einer französischen Frau selbst auf die Gestrengen der Gestrengsten wirkt!“ Es folgte eine Zugfahrt nach Moskau, wo Goldschmidt und Rumpelmayer von Robert Fulda und Stefan Iwanowitsch Osowiecki von der Moskauer Kaiserlichen Aeronautischen Gesellschaft empfangen wurden. Nach zweitägigem Aufenthalt, damit Marie Goldschmidt die Stadt besichtigen konnte, erfolgte die Rückfahrt mit dem Zug nach Paris, wo sie wiederum von Mitgliedern des Aéro-Clubs de France begrüßt wurden. Goldschmidt und er, so Rumpelmayer, hätten verabredet, wegen der „wundervollen Bilder“ bei nächster Gelegenheit erneut eine Distanzfahrt nach Russland zu unternehmen. Anfang 1914 wurden die beiden Ballonfahrer vom Aéro-Club de France mit der „Grande médaille de vermeil“ geehrt.
Wilfrid de Fonvielle, selbst Luftschiffer und Pariser Korrespondent der Wiener Luftschiffer-Zeitung, schrieb im Juli 1913, er sei schon vor seiner eigenen Zeit als Ballonfahrer der „glänzenden Rolle“, die der Frau „im Luftozean zufallen“ würde, überzeugt gewesen. „Selbstverständlich“ sei Mme Goldschmidt bei der Weltrekordfahrt nach Russland kein „untätiger Passagier“ gewesen, sondern habe „wichtige Assistenz“ geleistet: „Sie entfaltete also im erfolgreichsten Maße jene Fähigkeiten, die ich an Aëronautinnen so sehr schätze.“
Noch im selben Jahr nahmen Marie Goldschmidt und Rumpelmayer im Oktober am achten Gordon-Bennett-Cup teil. Goldschmidt war nicht nur die erste Frau, die bei diesem Wettbewerb startete, sondern die erste Frau, die an einem Ballonrennen der FAI teilnahm. Sie starteten von Paris aus und beendeten das Rennen als sechstes von 21 Teams. Sie legten 437 Kilometer zurück und waren das beste französische Team.
Mit dem Ausbruch des Ersten Weltkriegs endete Marie Goldschmidts Laufbahn als Ballonfahrerin. Sie starb 1917, vermutlich als Krankenschwester im Krieg. Ihr Grab befindet sich auf dem jüdischen Teil des Cimetière de Montmartre.